# (18652) 1998 FD15
1998 أف دي 15 (ويعرف أيضًا باسم (18652) 1998 أف دي 15 وفق تسمية الكوكب الصغير) (بالإنجليزية: 1998 FD15)‏ هو كويكب ضمن حزام الكويكبات؛ وترتيبه 18652 من حيث الاكتشاف.
اكتُشف هذا الجُرم الفلكي بواسطة هيروشي كانيدا في 21 مارس 1998.

## وصلات خارجية
- (18652) 1998 FD15 في قاعدة بيانات مختبر الدفع النفاث لأجرام النظام الشمسي الصغيرة

- الاكتشاف · مخطط المدار ·  العناصر المدارية · المعلمات المادية

- (18652) 1998 FD15 على موقع ويكي سكاي: DSS2, SDSS, GALEX, IRAS, Hydrogen α, X-Ray, Astrophoto, Sky Map, Articles and images